# Ватерполо за жене на Летњим олимпијским играма 2008.
Такмичење у Ватерполу за жене на олимпијским играма 2008. се одржава трећи пут у историји Олимпијских игара, у периоду од 11 до 21. августа. Утакмице еу игране на базену Jing Tung Natatorium у Пекингу. 
На женском турниру је учествовало 8 репрезентација. Оне су биле подељене у две групе по четири екипе. У групама се играло по једноструком лига систему (свако са сваким једну утакмицу). Три првопласиране екипе из сваке групе су се пласирале у наставак такмичења. Најпре су другопласиране и трећепласиране унаксрсно одиграле по један меч. Победнице су се пласирале у полуфинале где су против првопласираних из група играле за олимпијске медаље.
За турнир су се пласирале следеће репрезентације:
| Квалификације                    | Датум                | Место          | Број пласираних | Репрезентације                      |
| -------------------------------- | -------------------- | -------------- | --------------- | ----------------------------------- |
| Земља домаћин                    | -                    | -              | 1               | Кина                                |
| Европски квалификациони турнир   | 19.-26. август 2007, | Кириши         | 1               | Холандија                           |
| Панамеричке игре 2007.           | 13-29. јул 2007      | Рио де Жанеиро | 1               | САД                                 |
| Квалификациони турнир Океаније   | 17-19. децембар 2007 | Бризбејн       | 1               | Аустралија                          |
| Олимпијски квалификациони турнир | 19-24. фебруар 2008. | Трст           | 4               | Италија · Мађарска · Грчка · Русија |
| Укупно                           |                      |                | 8               |                                     |

## Групе
| Група А                         | Група Б                                     |
| ------------------------------- | ------------------------------------------- |
| САД · Русија · Италија · Кина · | Грчка · Мађарска · Холандија · Аустралија · |

## Група А

### Резултати Групе А
| Датум      | Место                | време | 1. екипа | Резултат | 2. екипа | Детаљи |
| ---------- | -------------------- | ----- | -------- | -------- | -------- | ------ |
| 11. август | Jing Tung Natatorium | 14,20 | Русија   | 8:9      | Италија  |        |
|            |                      | 17,00 | САД      | 12:11    | Кина     |        |
| 13. август |                      | 17,00 | Русија   | 11:13    | Кина     |        |
|            |                      | 15,40 | САД      | 9:9      | Италија  |        |
| 15. август |                      | 17,00 | Италија  | 10:9     | Кина     |        |
|            |                      | 14,20 | Русија   | 7:12     | САД      |        |

### Табела Групе А
| Пласман | Екипа   | И | П | Н | Г | ДГ | ПГ | ГР | Бодови |
| ------- | ------- | - | - | - | - | -- | -- | -- | ------ |
| 1.      | САД     | 3 | 2 | 1 | 0 | 33 | 27 | +6 | 5      |
| 2.      | Италија | 3 | 2 | 1 | 0 | 28 | 26 | +2 | 5      |
| 3.      | Кина    | 3 | 1 | 0 | 2 | 33 | 33 | 0  | 2      |
| 4.      | Русија  | 3 | 0 | 0 | 3 | 26 | 34 | -8 | 0      |

## Група Б

### Резултати Групе Б
| Датум      | Место                | време | 1. екипа  | Резултат | 2. екипа   |  |
| ---------- | -------------------- | ----- | --------- | -------- | ---------- |  |
| 11. август | Jing Tung Natatorium | 13,00 | Мађарска  | 11:9     | Холандија  |  |
|            |                      | 15,40 | Грчка     | 6:8      | Аустралија |  |
| 13. август |                      | 13,00 | Мађарска  | 7:7      | Аустралија |  |
|            |                      | 14,20 | Грчка     | 6:9      | Холандија  |  |
| 15. август |                      | 13,00 | Холандија | 9:10     | Аустралија |  |
|            |                      | 15,40 | Мађарска  | 10:4     | Грчка      |  |

### Табела Групе Б
| Пласман | Екипа      | И | П | Н | Г | ДГ | ПГ | ГР  | Бодови |
| ------- | ---------- | - | - | - | - | -- | -- | --- | ------ |
| 1.      | Мађарска   | 3 | 2 | 1 | 0 | 28 | 20 | +8  | 5      |
| 2.      | Аустралија | 3 | 2 | 1 | 0 | 25 | 22 | +3  | 5      |
| 3.      | Холандија  | 3 | 1 | 0 | 2 | 27 | 27 | +0  | 2      |
| 4.      | Грчка      | 3 | 0 | 0 | 3 | 16 | 27 | -11 | 0      |

## Меч за 7 место
| Датум      | Место                | време | 1. екипа | Резултат | 2. екипа |
| ---------- | -------------------- | ----- | -------- | -------- | -------- |
| 17. август | Jing Tung Natatorium | 13,00 | Русија   | 12:6     | Грчка    |

## Четвртфинале
| Датум      | Место                | време | 1. екипа | Резултат  | 2. екипа   |
| ---------- | -------------------- | ----- | -------- | --------- | ---------- |
| 17. август | Jing Tung Natatorium | 14,20 | Кина     | 11:12     | Аустралија |
|            |                      | 15,40 | Италија  | 8(3):8(5) | Холандија  |

## Меч за 5 место
| Датум      | Место                | време | 1. екипа | Резултат | 2. екипа |
| ---------- | -------------------- | ----- | -------- | -------- | -------- |
| 19. август | Jing Tung Natatorium | 13,00 | Кина     | 10:7     | Италија  |

## Полуфинале
| Датум      | Место                | време | 1. екипа | Резултат | 2. екипа   |
| ---------- | -------------------- | ----- | -------- | -------- | ---------- |
| 19. август | Jing Tung Natatorium | 14,20 | САД      | 9:8      | Аустралија |
|            |                      | 15,40 | Мађарска | 7:8      | Холандија  |

## Меч за 3. место
| Датум      | Место                | време | 1. екипа   | Резултат  | 2. екипа |
| ---------- | -------------------- | ----- | ---------- | --------- | -------- |
| 21. август | Jing Tung Natatorium | 17,00 | Аустралија | 9(3):9(2) | Мађарска |

## Финале
| Датум      | Место                | време | 1. екипа | Резултат | 2. екипа  |
| ---------- | -------------------- | ----- | -------- | -------- | --------- |
| 21. август | Jing Tung Natatorium | 18,20 | САД      | 8:9      | Холандија |

## Коначан пласман
| Пласман | РЕпрезентација |
| ------- | -------------- |
|         | Холандија      |
|         | САД            |
|         | Аустралија     |
| 4.      | Мађарска       |
| 5.      | Кина           |
| 6.      | Италија        |
| 7.      | Русија         |
| 8.      | Грчка          |

| Олимпијске победнице 2008. |
| Холандија Прва титула      |